# Polen op het Eurovisiesongfestival 2019

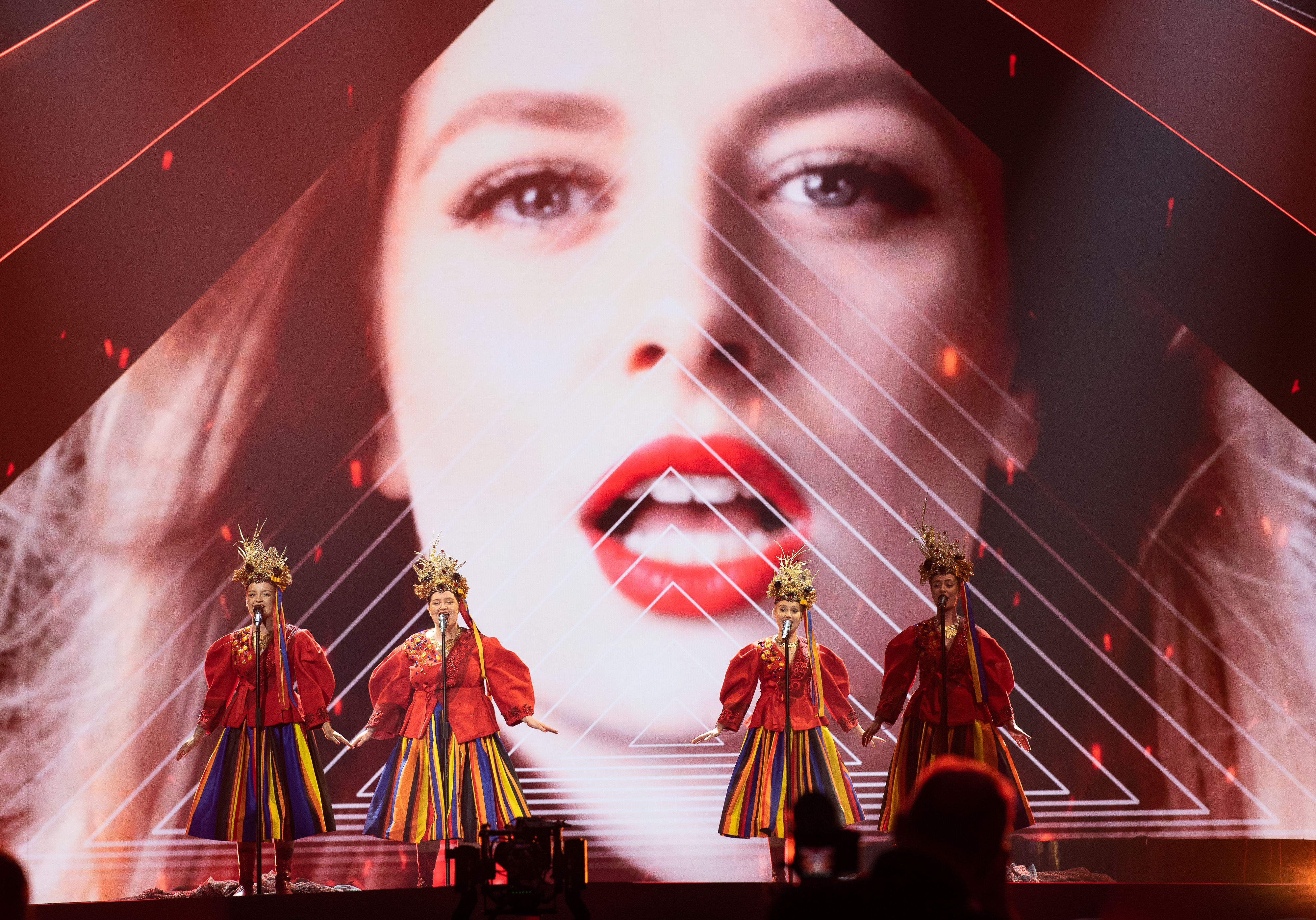
Tulia bij een repetitie voor de eerste halve finalr

Polen nam deel aan het Eurovisiesongfestival 2019 in Tel Aviv, Israël. Het was de 22ste deelname van het land op het Eurovisiesongfestival. TVP was verantwoordelijk voor de Poolse bijdrage voor de editie van 2019.

## Selectie
Na een aantal jaren met een tv-selectie ging de Poolse omroep in 2019 weer op de interne toer. Deels ingegeven door de (intern gekozen) winnaar van het Junior Eurovisie Songfestival 2018 en de matige resultaten van de afgelopen twee jaar werd er voor de interne selectie gekozen.
Kandidaten konden zich tot en met 5 februari aanmelden. Drie dagen later werd de keus al bekendgemaakt: de zanggroep Tulia werd aangeduid om de Poolse kleuren te vertegenwoordigen in Tel Aviv. Het lied Pali się werd op 8 maart openbaar gemaakt, dezelfde dag kwam de bijbehorende videoclip naar buiten.

## In Tel Aviv
Polen deed mee aan de eerste halve finale op 14 mei. Het land was als vierde van zeventien landen aan de beurt, na Finland en voor Slovenië. Bij het bekendmaken van de finalisten bleek dat Tulia zich niet had weten te kwalificeren voor de finale.
Na afloop van het festival bleek dat het land op de elfde plaats was geëindigd, met 120 punten, slechts twee punten verwijderd van de kwalificatie.
1994 · 1995 · 1996 · 1997 · 1998 · 1999 · 2000 · 2001 · 2002 · 2003 · 2004 · 2005 · 2006 · 2007 · 2008 · 2009 · 2010 · 2011 · 2012-2013 · 2014 · 2015 · 2016 · 2017 · 2018 · 2019 · 2020 · 2021 · 2022 · 2023 · 2024 · 2025
Albanië · Armenië · Australië · Azerbeidzjan · België · Cyprus · Denemarken · Duitsland · Estland · Finland · Frankrijk · Georgië · Griekenland · Hongarije · Ierland · IJsland · Israël · Italië · Kroatië · Letland · Litouwen · Malta · Moldavië · Montenegro · Nederland · Noord-Macedonië · Noorwegen · Oostenrijk · Polen · Portugal · Roemenië · Rusland · San Marino · Servië · Slovenië · Spanje · Tsjechië · Verenigd Koninkrijk · Wit-Rusland · Zweden · Zwitserland